# سان ميغيل (السلفادور)
سان ميغيل (بالإسبانية: San Miguel)‏ وهي مدينة تقع شرق السلفادور، يبلغ عدد سكانها 183,733 نسمة وتعتبر بذلك ثالث أكبر مدينة في السلفادور بعد العاصمة سان سلفادور ومدينة سانتا أنا، تبلغ مساحتها 593.98 كيلومتر مربع، تعتبر هذه المدينة من أوائل المدن التي بناها الإسبان في أمريكا الوسطى حيث يعود تاريخ بنائها إلى بدايات القرن السادس عشر الميلادي.

## المناخ
يظهر الجدول التالي التغييرات المناخية على مدار السنة لسان ميغيل:
| البيانات المناخية لـسان ميغيل                             | البيانات المناخية لـسان ميغيل | البيانات المناخية لـسان ميغيل | البيانات المناخية لـسان ميغيل | البيانات المناخية لـسان ميغيل | البيانات المناخية لـسان ميغيل | البيانات المناخية لـسان ميغيل | البيانات المناخية لـسان ميغيل | البيانات المناخية لـسان ميغيل | البيانات المناخية لـسان ميغيل | البيانات المناخية لـسان ميغيل | البيانات المناخية لـسان ميغيل | البيانات المناخية لـسان ميغيل | البيانات المناخية لـسان ميغيل |
| الشهر                                                     | يناير                         | فبراير                        | مارس                          | أبريل                         | مايو                          | يونيو                         | يوليو                         | أغسطس                         | سبتمبر                        | أكتوبر                        | نوفمبر                        | ديسمبر                        | المعدل السنوي                 |
| --------------------------------------------------------- | ----------------------------- | ----------------------------- | ----------------------------- | ----------------------------- | ----------------------------- | ----------------------------- | ----------------------------- | ----------------------------- | ----------------------------- | ----------------------------- | ----------------------------- | ----------------------------- | ----------------------------- |
| متوسط درجة الحرارة الكبرى °م (°ف)                         | 36.9 (98.4)                   | 38.0 (100.4)                  | 38.4 (101.1)                  | 38.6 (101.5)                  | 36.2 (97.2)                   | 34.4 (93.9)                   | 34.9 (94.8)                   | 34.9 (94.8)                   | 33.9 (93.0)                   | 33.2 (91.8)                   | 34.2 (93.6)                   | 35.6 (96.1)                   | 35.7 (96.3)                   |
| المتوسط اليومي °م (°ف)                                    | 27.6 (81.7)                   | 28.4 (83.1)                   | 29.5 (85.1)                   | 30.6 (87.1)                   | 29.8 (85.6)                   | 28.6 (83.5)                   | 28.5 (83.3)                   | 28.5 (83.3)                   | 27.9 (82.2)                   | 27.6 (81.7)                   | 27.4 (81.3)                   | 27.3 (81.1)                   | 28.5 (83.3)                   |
| متوسط درجة الحرارة الصغرى °م (°ف)                         | 18.3 (64.9)                   | 18.9 (66.0)                   | 20.5 (68.9)                   | 22.7 (72.9)                   | 23.3 (73.9)                   | 22.8 (73.0)                   | 22.2 (72.0)                   | 22.2 (72.0)                   | 22.3 (72.1)                   | 22.0 (71.6)                   | 20.6 (69.1)                   | 19.0 (66.2)                   | 21.2 (70.2)                   |
| الهطول مم (إنش)                                           | 1 (0.0)                       | 1 (0.0)                       | 6 (0.2)                       | 24 (0.9)                      | 207 (8.1)                     | 239 (9.4)                     | 212 (8.3)                     | 255 (10.0)                    | 321 (12.6)                    | 210 (8.3)                     | 59 (2.3)                      | 7 (0.3)                       | 1٬544 (60.8)                  |
| متوسط الرطوبة النسبية (%)                                 | 59                            | 57                            | 57                            | 62                            | 71                            | 77                            | 75                            | 76                            | 81                            | 81                            | 73                            | 64                            | 70                            |
| المصدر: Ministerio de Medio Ambiente y Recursos Naturales |                               |                               |                               |                               |                               |                               |                               |                               |                               |                               |                               |                               |                               |

## توأمة
لسان ميغيل (السلفادور) اتفاقيات توأمة مع:
- مقاطعة أرلنغتون

## أعلام
- خوان رامون مارتينيز
- أوسمين أغيري
- استيبان بلانكو
- خوان خوسيه غوميز
- ماريو كاستيلو
- خواكين إيوفراسيو جوزمان
- خوسيه فيليكس كيروس